# Col de Balme

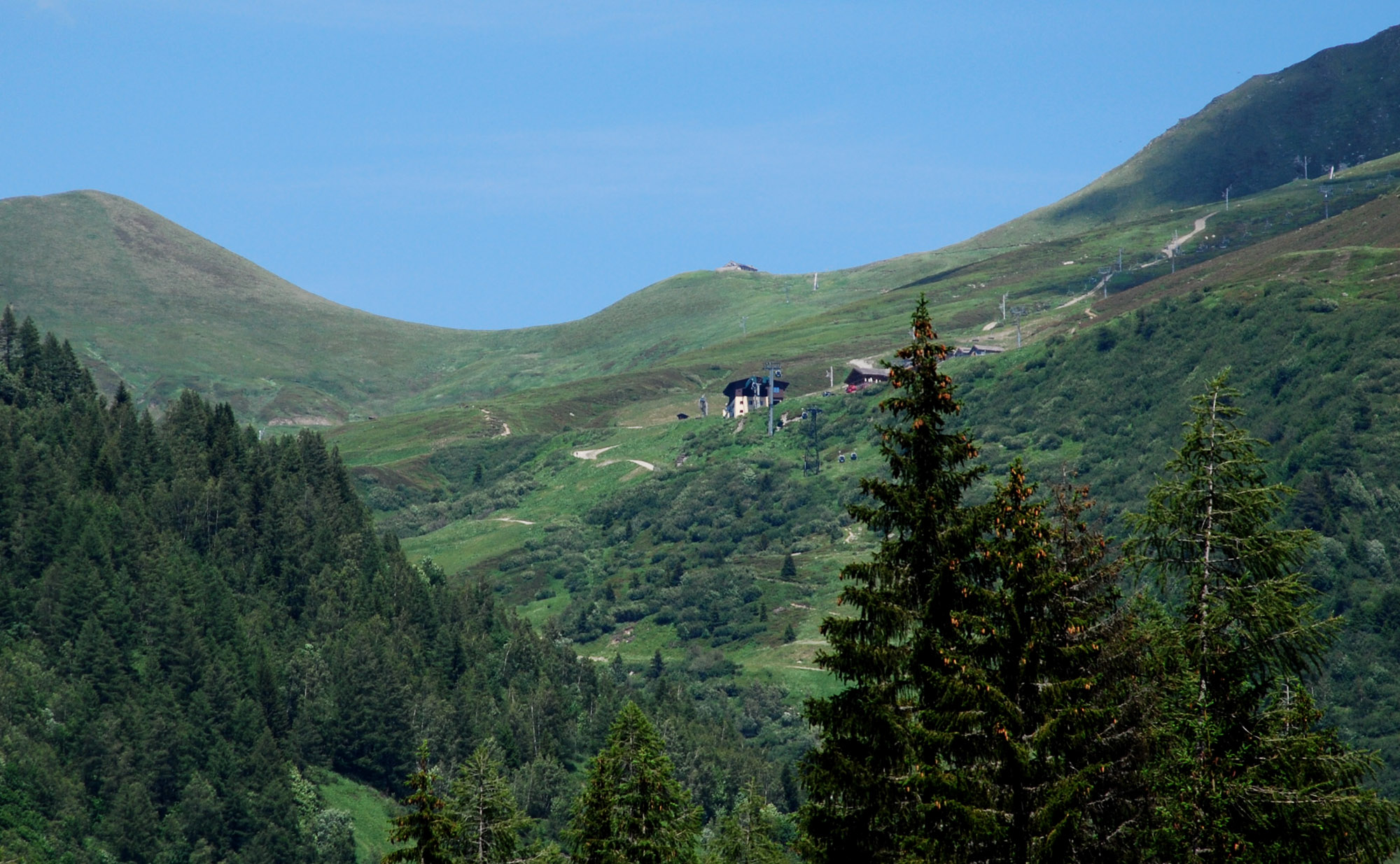
Col de Balme nedanför berget Argentière.

Col de Balme är ett bergspass på gränsen mellan Schweiz och Frankrike, 2.209 meter över havet, norr om Mont Blanc. Passet binder samman Trient- och Chamonixdalarna. Passet kan nås med linbana och en stollift från Compagnie du Mont-Blanc från byn Le Tour.